# Arturo Coddou
Arturo Armando Coddou Geerdts (Penco, 14 de enero de 1905 - Concepción, 31 de diciembre de 1954) fue un Oficial de la Armada de Chile (ingeniero mecánico) y un futbolista internacional chileno que se desempeñaba como delantero.
Es reconocido hoy en día por haber representado a la Selección de fútbol de Chile en la Copa Mundial de Fútbol de 1930, junto a otros diecisiete jugadores seleccionados por el entrenador György Orth.

## Biografía
Arturo Coddou jugó en el Lord Cochrane de Concepción, además fue parte del Arturo Fernández Vial
Posterior a esto estuvo trabajando en las salitreras María Elena, donde nacieron sus dos hijos, y Santa Laura, hasta la decadencia de la industria, también trabajo como jefe de planta en la industria "Bebidas Lautaro". Reingresó a la Armada de Chile, trasladándose a Talcahuano hasta el año 1954, donde murió en su tercer infarto al corazón.

## Selección nacional
Fue seleccionado chileno en 1930, formó parte de la Selección de fútbol de Chile en la Copa Mundial de Fútbol de 1930 a pesar de ello, no tuvo participación en ningún encuentro en dicho torneo.

### Participaciones en Copas del Mundo
| Torneo               | Sede    | Resultado    |
| -------------------- | ------- | ------------ |
| Copa Mundial de 1930 | Uruguay | Primera fase |